# Allmannshofen
Allmannshofen er en kommune i Landkreis Augsburg i Regierungsbezirk Schwaben i den tyske delstat Bayern, med med 838 indbyggere. Allmannshofen er en del af Verwaltungsgemeinschaft Nordendorf.

## Bebyggelser i Allmannshofen
- Allmannshofen
- Brunnenmahdsiedlung
- Holzen
- Schwaighof